# Стара Ломниця
Стара Ломниця (пол. Stara Łomnica; нім. Alt Lomnitz, Altlomnitz) — село в Польщі, у гміні Бистшиця-Клодзька Клодзького повіту Нижньосілезького воєводства.
Населення — 771 особа (2011).
У 1975-1998 роках село належало до Валбжиського воєводства.

## Демографія
Демографічна структура станом на 31 березня 2011 року:
|          | Загалом | Допрацездатний вік | Працездатний вік | Постпрацездатний вік |
| -------- | ------- | ------------------ | ---------------- | -------------------- |
| Чоловіки | 383     | 72                 | 283              | 28                   |
| Жінки    | 388     | 61                 | 267              | 60                   |
| Разом    | 771     | 133                | 550              | 88                   |

## Примітки

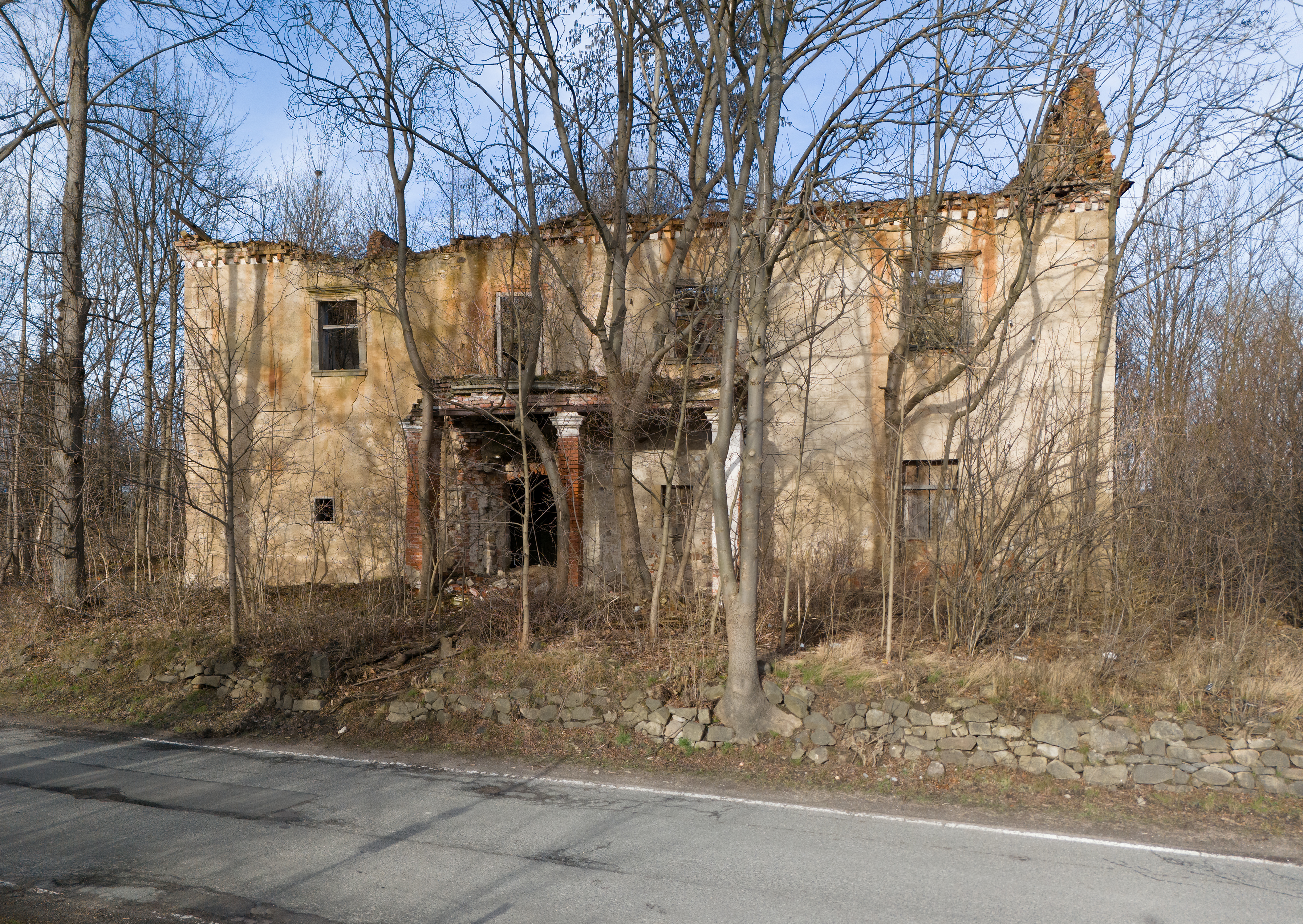